# 余浚寧
余浚寧（英语：Tsunning Yu，1996年—），將向天晴成員，前任香港西貢區議會坑口西選區區議員，屬香港民主派一員。

## 從政生涯
在2019年，香港爆發反對逃犯條例修訂草案運動，一些未曾參選的政治素人參選某些未有民主派參選的「白區」，更有不同素人組成不同地區團體，獲民主派區選聯盟承認而互不撞區，而余浚寧也受其影響，成為「自由系」的成員。余浚寧以將向天晴身份參與區議會選舉，並於西貢坑口西選區出選，獲3,089票當選，結束原居民邱氏家族在此區20年的壟斷，亦打破自首屆區議會親中派壟斷坑口鄉郊達37年的局面。及後於翌日前往理工大學聲援仍留守的學生。

## 香港區議會選舉結果
2019年
| 政党   | 政党     | 候选人    | 票数  | %     | ±      |
| ------ | -------- | --------- | ----- | ----- | ------ |
|        | 將向天晴 | ①. 余浚寧 | 3,089 | 59.78 | 不適用 |
|        | 民建聯   | ②. 邱浩麟 | 2,078 | 40.22 | 不適用 |
| 多数票 | 多数票   | 多数票    | 1,011 | 19.56 |        |